# Gerda Gilboe
Gerda Gilboe f. Jensen (5. juli 1914 i Odense – 11. april 2009 i København) var en dansk skuespillerinde og sangerinde.
Hun debuterede i 1936 på Aarhus Teater og var tilknyttet teatret i seks år inden hun fra 1943 blev ansat på Nørrebros Teater, primært som operettesangerinde. Hun sang også på Den Jyske Opera, bl.a. i operaerne Barberen i Sevilla, Regimentets datter og Cosi fan tutte.
I sin lange karriere var Gerda Gilboe bl.a. også engageret på Det ny Scala, Betty Nansen Teatret, Det Danske Teater, Falkoner Teatret, Aalborg Teater, Det kongelige Teater og Østre Gasværks Teater. På disse scener kunne man bl.a. opleve hende i forestillingerne Den glade enke, Frøken Nitouche, Orfeus i underverdenen, Flagermusen, My Fair Lady, En sælgers død, Genboerne, Tartuffe, The Sound of Music og Tre kvinder i det blå.
I tv havde hun roller i serierne Matador, Antonsen, TAXA og Strisser på Samsø.

## Medvirkende
- Moster fra Mols – 1943
- En ny dag gryer – 1945
- Den kyske levemand – 1974
- Pas på ryggen, professor – 1977
- Sidste akt – 1987
- Lad isbjørnene danse – 1990
- Carlo og Ester – 1994
- Kun en pige – 1995
- Anastasia (Stemme) - 1997
- Kærlighed ved første hik – 1999
- Besat – (1999)
- Dybt vand – (1999)
- Antenneforeningen – (1999)
- Tid til Anna – (2003)